# Kengo Hanazawa
花沢 健吾
Kengo Hanazawa (花沢 健吾, Hanazawa Kengo), né le 5 janvier 1974 à Hachinohe, dans la préfecture d'Aomori, est un mangaka japonais.

## Œuvre
- Cosmos (秋桜?)
- Ressentiment (ルサンチマン, Rusanchiman?) (2004-2005)
- Boys on the Run (ボーイズ・オン・ザ・ラン?) (2005-2008)
- I Am a Hero (アイアムアヒーロー?) (2009-2017)
- Kengo Hanazawa - Tanpenshû - Tokkaten (花沢健吾短篇集特火点?) (2012)
- Under Ninja (アンダーニンジャ?) (2018)

## Distinctions
En 2005, Ressentiment remporte le prix Sense of Gender du meilleur sujet, attribué par l'association Japonaise pour le genre, la fantasy et la science-fiction qui récompense les œuvres approfondissant le concept de genre, à la manière du Prix James Tiptree, Jr..
I Am a Hero a été nommé pour le prix Manga Taishō en 2010, 2011 et 2012,,, et en sélection officielle du Festival d'Angoulême en 2013. Il a gagné le 58e prix Shōgakukan en 2013 pour I Am a Hero.